# Línea 111 (autobuses urbanos de Granada)
La línea 111 es una línea nocturna de autobús urbano de la ciudad española de Granada. Es conocida como «Búho» y actualmente operada por la empresa Alhambra Bus. No funciona todos los días del año.
Realiza un recorrido circular en sentido horario, atravesando los ejes principales de la ciudad: Gran Vía de ida y Camino de Ronda de regreso. En los extremos de estos ejes se adentra en los barrios de Almanjáyar, La Chana y Zaidín. Tiene una frecuencia media de 20 a 25 minutos.

## Características
El servicio «Búho» fue implantado con autobuses de tamaño normal de la empresa Transportes Rober, agentes de seguridad a bordo y una tarificación especial. Posteriormente fue modificado utilizando autobuses de menor capacidad de Alhambra Bus, sin agente de seguridad a bordo y con la misma tarificación que el resto de líneas.
La oferta del servicio «Búho» se complementa con la línea 121, que circula en sentido contrario. Funciona durante las noches de los fines de semana.